# Walter Seltzer
Walter Seltzer (Filadelfia, 7 de noviembre de 1914-Woodland Hills, 18 de febrero de 2011) fue un productor de cine estadounidense. Fundó la Motion Picture & Television Fund Board of Trustees, y fue condecorada con la Medalla de Plata por su Actividad Humanitaria del mismo grupo en 1986.

## Biografía
Seltzer nació en el seno de una familia judía de Filadelfia y fue a la Universidad de Pennsylvania de 1932 a 1934. Tuvo dos hermanosː Frank N. Seltzer, también productor y Julian Seltzer, director de publicidad para Hal Roach Studios y posteriormente para 20th Century Fox. Seltzer sirvió cuatro años para los marines durante la Segunda Guerra Mundial.
Murió en la sede de la Motion Picture and Television Fund en Woodland Hills (California) el 18 de febrero de 2011 a los 96 años por una neumonía.

## Filmografía
Como productor
| Año  | Título en español              | Título original            | Cargo               |
| ---- | ------------------------------ | -------------------------- | ------------------- |
| 1956 | El jefe                        | The Boss                   | Productor asociado  |
| 1959 | Luces de rebeldía              | Shake Hands with the Devil | Productor ejecutivo |
| 1961 | El rostro impenetrable         | One-Eyed Jacks             | Productor ejecutivo |
| 1961 | Sombras de sospecha            | The Naked Edge             |                     |
| 1961 | Un día volveré                 | Paris Blues                | Productor ejecutivo |
| 1964 | Entre dos fuegos               | 'Man in the Middle         |                     |
| 1965 | Wild Seed                      |                            | Productor ejecutivo |
| 1965 | El señor de la guerra          | The War Lord               |                     |
| 1966 | Beau Geste                     |                            |                     |
| 1967 | El más valiente entre mil      | Will Penny                 |                     |
| 1969 | El número uno                  | Number One                 |                     |
| 1970 | Más oscuro que el ámbar        | Darker than Amber          |                     |
| 1971 | El último hombre... vivo       | The Omega Man              |                     |
| 1972 | ¡Alarma! Vuelo 502 secuestrado | Skyjacked                  |                     |
| 1973 | Cuando el destino nos alcance  | Soylent Green              |                     |
| 1976 | Los últimos hombres duros      | The Last Hard Men          |                     |